# Pseudochalceus
Pseudochalceus es un género de peces de la familia Characidae y de la orden de los Characiformes.

## Especies
- Pseudochalceus bohlkei (Orcés-V., 1967)[1]
- Pseudochalceus kyburzi (L. P. Schultz, 1966)[1]
- Pseudochalceus lineatus (Kner, 1863)[1]
- Pseudochalceus longianalis (Géry, 1972)[1]